# Thom Mathews

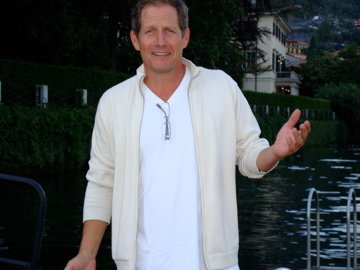
Thom Mathews, 2009

Thomas „Thom“ Mathews (* 28. November 1958 in Los Angeles) ist ein US-amerikanischer Schauspieler, der häufig in Horror- und Actionfilmen zu sehen war.

## Karriere
Mathews begann seine Karriere Anfang der 1980er Jahre als Model und Darsteller für Werbespots. Von 1982 bis 1984 hatte er Gastauftritte in Episoden von Fernsehserien wie Falcon Crest, Der Denver-Clan und Karussell der Puppen. 1984 übernahm Mathews eine Nebenrolle in Gene Wilders Filmkomödie Die Frau in Rot.
Seine erste größere Filmrolle folgte 1985 in Verdammt, die Zombies kommen. Ein Jahr später trat Mathews in Freitag der 13. Teil VI – Jason lebt mit der Rolle des Tommy Jarvis erstmals als Hauptdarsteller in Erscheinung. In den nächsten Jahren schlossen sich diverse Rollen in weiteren Filmprojekten an; darunter Toll treiben es die wilden Zombies (der Fortsetzung zu Verdammt, die Zombies kommen) sowie Flucht aus Atlantis (beide von 1988). 1989 hatte Mathews eine Gastrolle in der Serie CBS Summer Playhouse.
1991 war Mathews in dem Kampfsport-Film Bloodchamp erneut in der Hauptrolle zu sehen. In der ersten Hälfte der 1990er Jahre folgten verschiedene Rollen in Filmen wie Nemesis (1993) und Kickboxer 4 – The Aggressor (1994). In der zweiten Hälfte der 1990er Jahre trat Mathews unter anderem in der Arztserie Emergency Room – Die Notaufnahme auf und hatte weitere Filmrollen (in der Regel Nebenrollen) in Streifen wie Projekt: Peacemaker (1997) und Fail Safe – Befehl ohne Ausweg (2000). An der Seite von Hollywoodstar George Clooney war Mathews zweimal zu sehen; einmal 1997 in Project: Peacemaker und einmal 1998 im Kurzfilm Waiting for Woody.
Mathews 2014 heiratete Karla Jensen im mexikanischen Municipio Los Cabos. Das Paar hat mittlerweile drei Kinder.

## Filmografie
- 1982–1984: Falcon Crest (Fernsehserie, 2 Folgen)
- 1983: Der Denver-Clan (Fernsehserie, 2 Folgen)
- 1983: Kampf um Yellow Rose (Fernsehserie, 1 Folge)
- 1984: Die Frau in Rot
- 1984: Karussell der Puppen (Fernsehen, 5 Folgen)
- 1985: Verdammt, die Zombies kommen (The Return of The Living Dead)
- 1986: Teuflische Klasse
- 1986: Freitag der 13. Teil VI – Jason lebt (Friday the 13th Part VI: Jason Lives)
- 1987: Das dreckige Dutzend Teil 3 – Die tödliche Mission (Fernsehfilm)
- 1987: Hetzjagd in St. Lucas (Down Twisted)
- 1987: Mr. President (Fernsehen, 1 Folge)
- 1988: Toll treiben es die wilden Zombies
- 1988: Flucht aus Atlantis
- 1989: CBS Summer Playhouse (Fernsehserie, 1 Folge)
- 1990: Rock Hudson (Fernsehen)
- 1990: Sporting Chance (Fernsehen)
- 1990: Midnight Cabaret
- 1991: Born to Ride
- 1991: Bloodchamp
- 1991: The Letters from Moab (Fernsehen)
- 1993: Nemesis
- 1994: Kickboxer 4 – The Aggressor
- 1994: In the Living Years
- 1995: Heatseeker
- 1996: Emergency Room – Die Notaufnahme (Fernsehserie, 1 Folge)
- 1996: Die Adonis-Falle (Fernsehen)
- 1996: Lautlos und tödlich (Fernsehen)
- 1997: Blast – Das Atlanta-Massaker
- 1997: Mean Guns – Knast ohne Gnade
- 1997: Projekt: Peacemaker
- 1998: Crazy Six (Direct-to-Video)
- 1998: Waiting for Woody (Kurzfilm)
- 1998: Sorcerers
- 2000: Fail Safe – Befehl ohne Ausweg
- 2001: The Vampire Hunters Club (Kurzfilm)
- 2017: Friday the 13th: The Game (Videospiel, Stimme)
- 2017: Never Hike Alone
- 2019: Killer Therapy
- 2020: Warpath
- 2020: Stain-Free: Code Black (Kurzfilm)
- 2020: Never Hike in the Snow (Kurzfilm)
- 2020: Never Hike Alone: The Ghost Cut – A 'Friday the 13th' Fan Film Anthology (Kurzfilm)
- 2020: Never Hike Alone IV: The Final Hike (Kurzfilm)
- 2020: Never Hike Alone III: Jason Takes Crystal Lake (Kurzfilm)
- 2020: Never Hike Alone II: Never Hike Again (Kurzfilm)